# Día Nacional del Locutor
En cada país se celebra su propio Día Nacional del Locutor.
Por unanimidad se estableció su celebración en varios países en Latinoamérica a propuesta de Cuba, durante el Primer Encuentro Iberoamericano de Locución, en Varadero, Cuba; porque la fecha corresponde con el día en que se celebró el Primer Congreso Interamericano de Locutores en México (1952) y el día en que se creó la Cámara de Locutores Profesionales de Guatemala (1984). El 27 de julio de 2010 se celebró por primera vez el Día del Locutor Hispanoamericano.

## Argentina
El 3 de julio de 1943 un grupo de cultores entusiasta y pionero de la radiofonía, decidieron organizarse en Buenos Aires y fundaron la Sociedad Argentina de Locutores (SAL), que dio origen a la entidad que los nuclea y también a la fecha conmemorativa del “Día del Locutor” en Argentina.

## Chile
El día del trabajador radial es el 21 de septiembre; se celebra desde 1942, aunque tiene existencia oficial a partir de 1995, mediante decreto supremo por el expresidente de la República de Chile, Patricio Aylwin. Además, desde 2017, el 14 de abril es el Día Nacional del Locutor, así establecido mediante la ley 21.008 en homenaje al reconocido y recordado locutor Petronio Romo quien falleció en esa fecha de 2010.

## Colombia
El 24 de marzo se celebra el día del locutor. Esta celebración tiene un matiz religioso pues ese día, según la tradición cristiana, fue cuando el arcángel San Gabriel anunció a La Virgen María el nacimiento de Jesús; a los nueve meses se celebra la Navidad. Por ser ese el origen de la celebración, también es el arcángel San Gabriel el patrono de los locutores.

## Costa Rica
Al igual que en Colombia el día del locutor se celebra el 24 de marzo en honor al primer locutor que registra la historia, el Arcángel Gabriel que anunció a la Virgen María la concepción de Jesús.

## Ecuador
La celebración se instauró desde el 16 de junio de 1992 y entre sus propulsores constan el historiador y periodista Hugo Delgado Cepeda, mentalizador del festejo, y del radiodifusor Carlos Armando Romero Rodas, quien era vicepresidente de la Asociación Ecuatoriana de Radiodifusión (AER- Nacional). Esta  fiesta se instituyó en recuerdo del episodio del 16 de junio de 1930, cuando el radiotécnico guayaquileño Juan Behr perifoneó (pronunció y animó) sus primeras transmisiones musicales en un pequeño equipo e improvisó también rudimentarios anuncios (cuñas).

## Honduras
Se celebra el 1 de diciembre, aunque es una fecha olvidada por las mayorías ya que esa fecha se celebra con mayor auge el Día Mundial de la Lucha contra el Sida.

## Guatemala
El 7 de diciembre se celebra el día del locutor en homenaje a los profesionales que con su voz, a través de un micrófono y un equipo de amplificación, transmiten por sistemas radioeléctricos o electrónicos, de las estaciones de radio y televisión, los mensajes, contenidos, anuncios y efectos auditivos para informar, orientar, entretener o divertir a los oyentes o telespectadores guatemaltecos.
El Día del Locutor Nacional fue declarado por el Congreso de la República de Guatemala según Decreto 0080-1978 del 7 de diciembre de 1978, que establece que los trabajadores del espectro radioeléctrico gozarán de asueto o en su defecto, del pago extraordinario de su salario.
La Cámara de Locutores Profesionales de Guatemala -CLPG- se fundó el 27 de julio de 1984.

## México
Fue instituido en 1957 por Francisco Neri Cano y se celebra cada 14 de septiembre. Durante la primera celebración, en 1957, los integrantes del gremio de profesionales del micrófono instituyeron la elección de la reina de los locutores y Elsa Aguirre fue la primera en ser condecorada con ese título. En la década de los 60s, el entonces presidente Adolfo López Mateos designó el día como festividad nacional.

## Paraguay
El día del locutor se celebra el 9 de junio, en conmemoración que en esa fecha, fue fundada la Asociación de Locutores y Operadores de Radio y Televisión del Paraguay (ALORTPA), que luego de muchos años de ser la única nucleación de los trabajadores de la prensa oral y televisiva, dio lugar al Sindicato de Trabajadores de Radio y Televisión del Paraguay (SINTRATEL).

## Perú

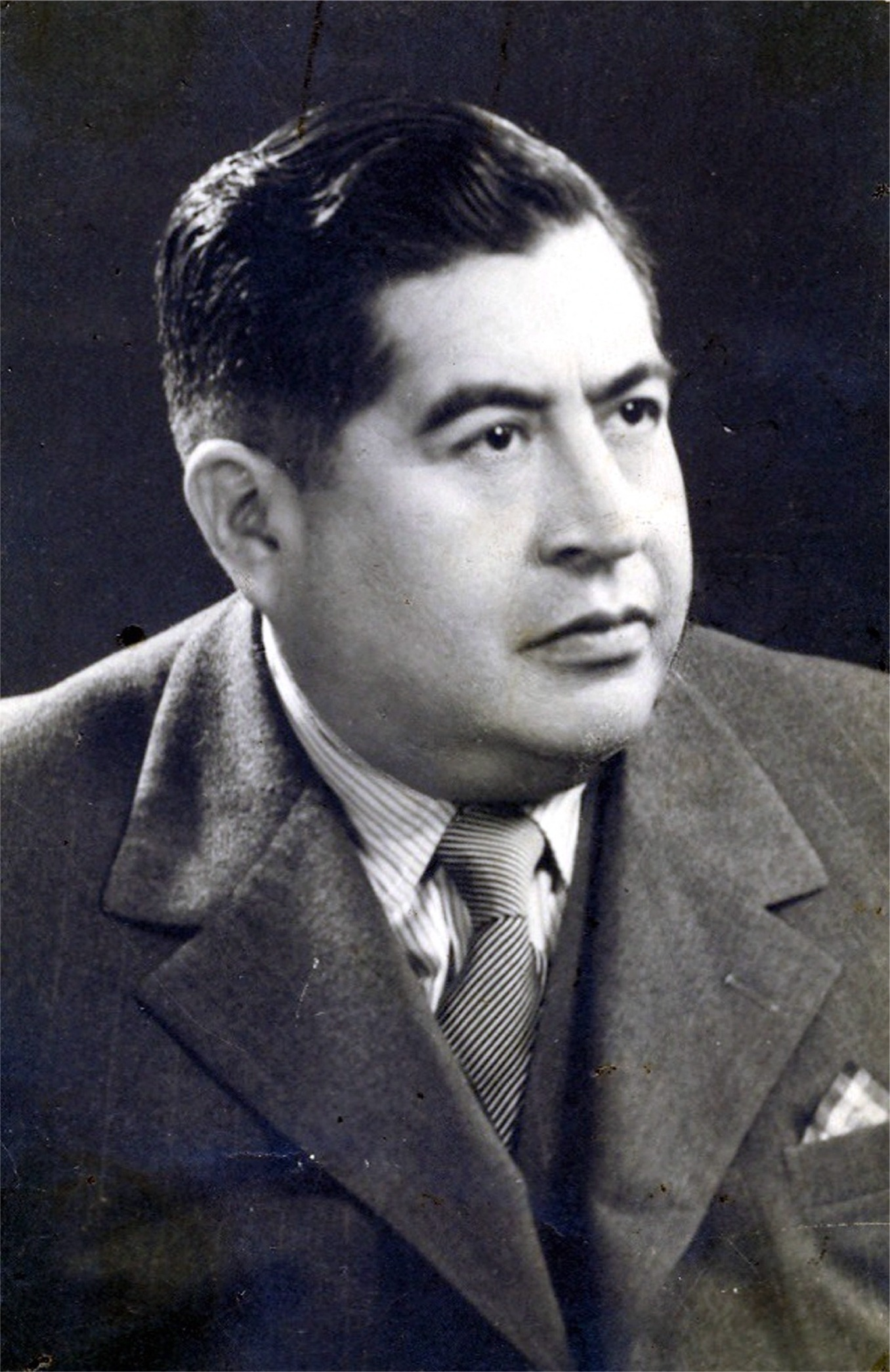
José García, diputado por Junín desde 1950 a 1956.

Se celebra el 8 de diciembre. Este coincide con el Día de la Inmaculada Concepción en que el arcángel Gabriel anuncia a la Virgen María, que va a concebir un hijo por obra y gracia del Señor. Es decir, según esta concepción, él fue el primer locutor de la historia terrenal.
Fue autorizada por Resolución Suprema de 1954 el Congreso de la República y firmara el Presidente de la República Manuel Arturo Odría. El diputado José Julio García Porras, amigo del locutor Fidel Ramírez Lazo fue quien anunció el Día del Locutor tras una aprobación de acercarse al Día de la Inmaculada Concepción.

## República Dominicana
Se celebra el 18 de abril de cada año, instituido por medio del Decreto 4476 publicado el 2 de abril de 1974 por orden del Presidente Constitucional de la República Dr. Joaquín Balaguer Ricardo. 
Se escogió el 18 de abril debido a que en 1938, la Dirección General de Telecomunicaciones llevó a cabo por primera vez exámenes para conceder carné oficial a los locutores, con la intención de regularizar la radiodifusión nacional. Entre los primeros participantes se encontraba Expedy Pou, Homero León Díaz y Pedro Julio Santana, padre, y desde entonces el locutor es considerado un profesional de la palabra hablada. 
Se estima que hay más de 30.000 locutores/as autorizados por la Comisión Nacional de Espectáculos Públicos y Radiofonía.

## Venezuela
Se celebra el 11 de diciembre el día nacional del locutor, para reconocer aquellos profesionales que haciendo el uso adecuado de su voz, tienen la ejemplar labor de dirigir los micrófonos con ética y veracidad. Cada profesional tiene la responsabilidad de expresar en un lenguaje comprensible, adecuado y de forma inmediata, lo que el radioescucha requiere. Desde 1998 se decretó este día, para reconocer a Renny Ottolina, uno de los mejores locutores de Venezuela.